# یک خانم در حال تمرین گیتار

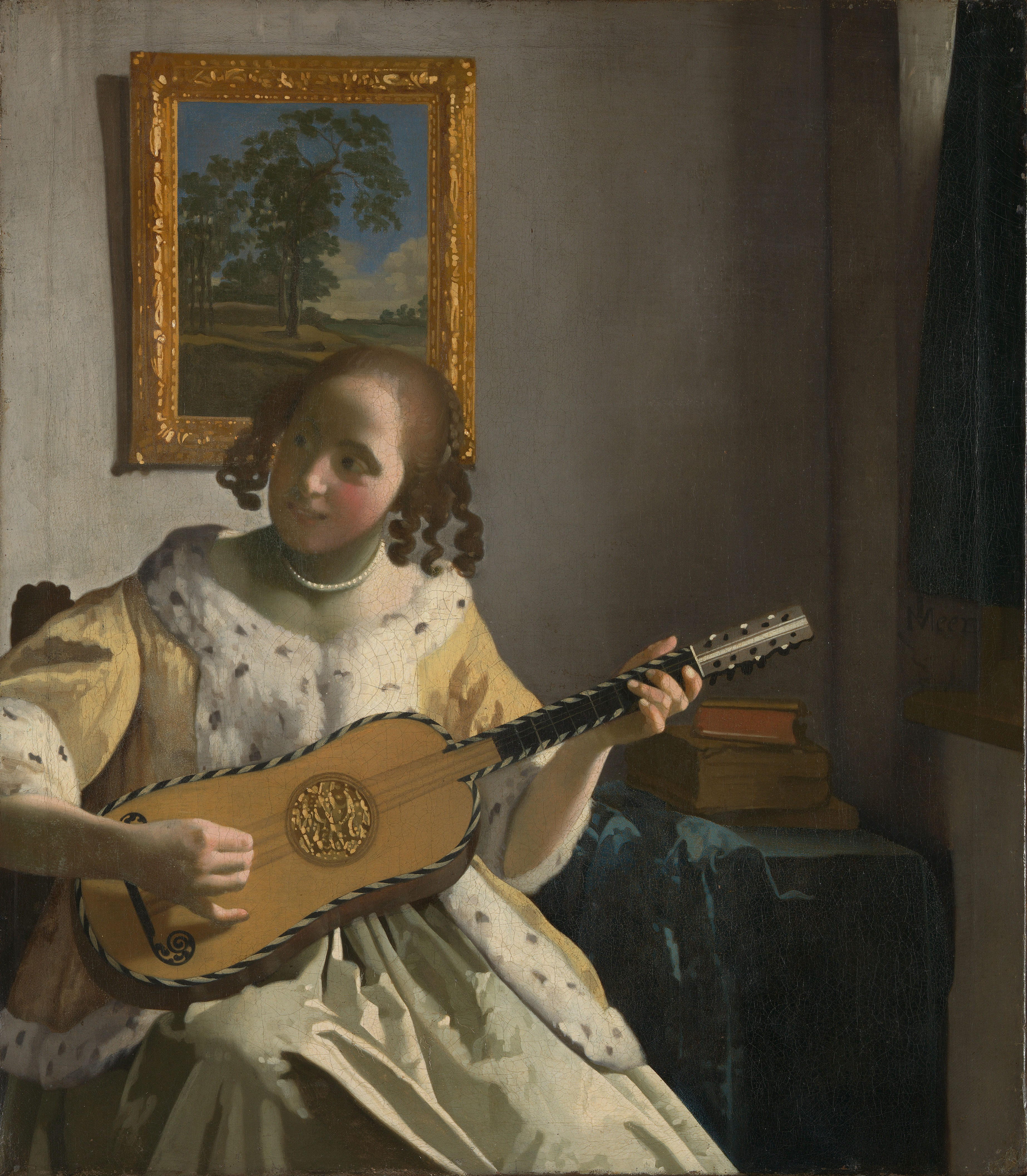
نوازندهٔ گیتار اثر فرمیر، نگهداری‌شده در کنوود هاوس

یک خانم در حال تمرین گیتار (انگلیسی: A Lady Playing the Guitar) یک کپی از نقاشی رنگ روغن یوهانس فرمیر است که توسط هنرمندی ناشناس در هلند کشیده شده است. این نقاشی در عصر طلایی نقاشی هلند آفریده شده و در موزه هنر فیلادلفیا نگهداری می‌شود.